# قتاد درهمي
القَتَاد الدرهمي (باللاتينية: Astragalus nummularius) نوع نباتي عشبي من جنس القتاد.

## البيئة والانتشار
موطنه بلاد الشام وكريت وهو نادر الانتشار.